# ペトルス・クリストゥス

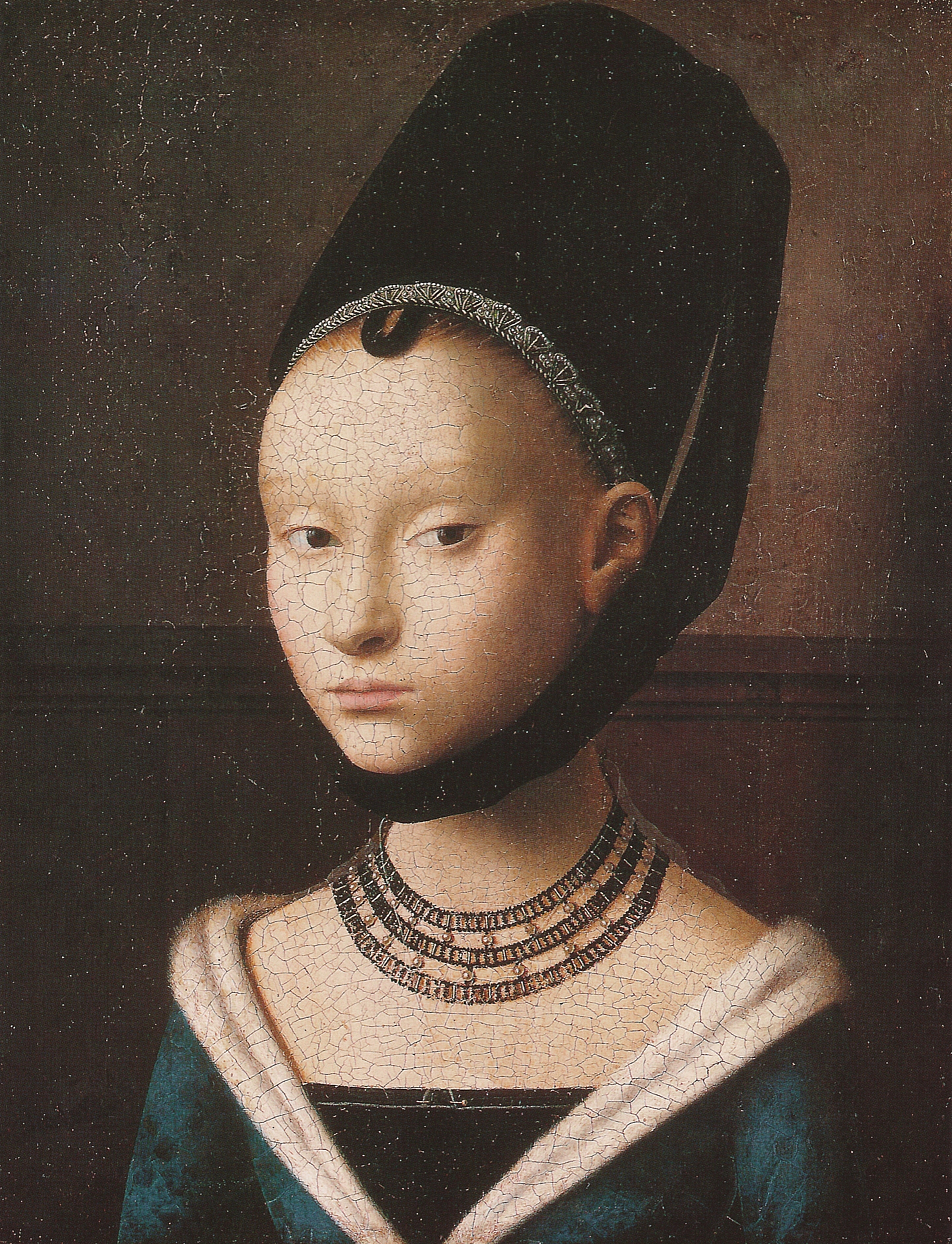
『若い女の肖像』、1470年頃、絵画館（ベルリン）

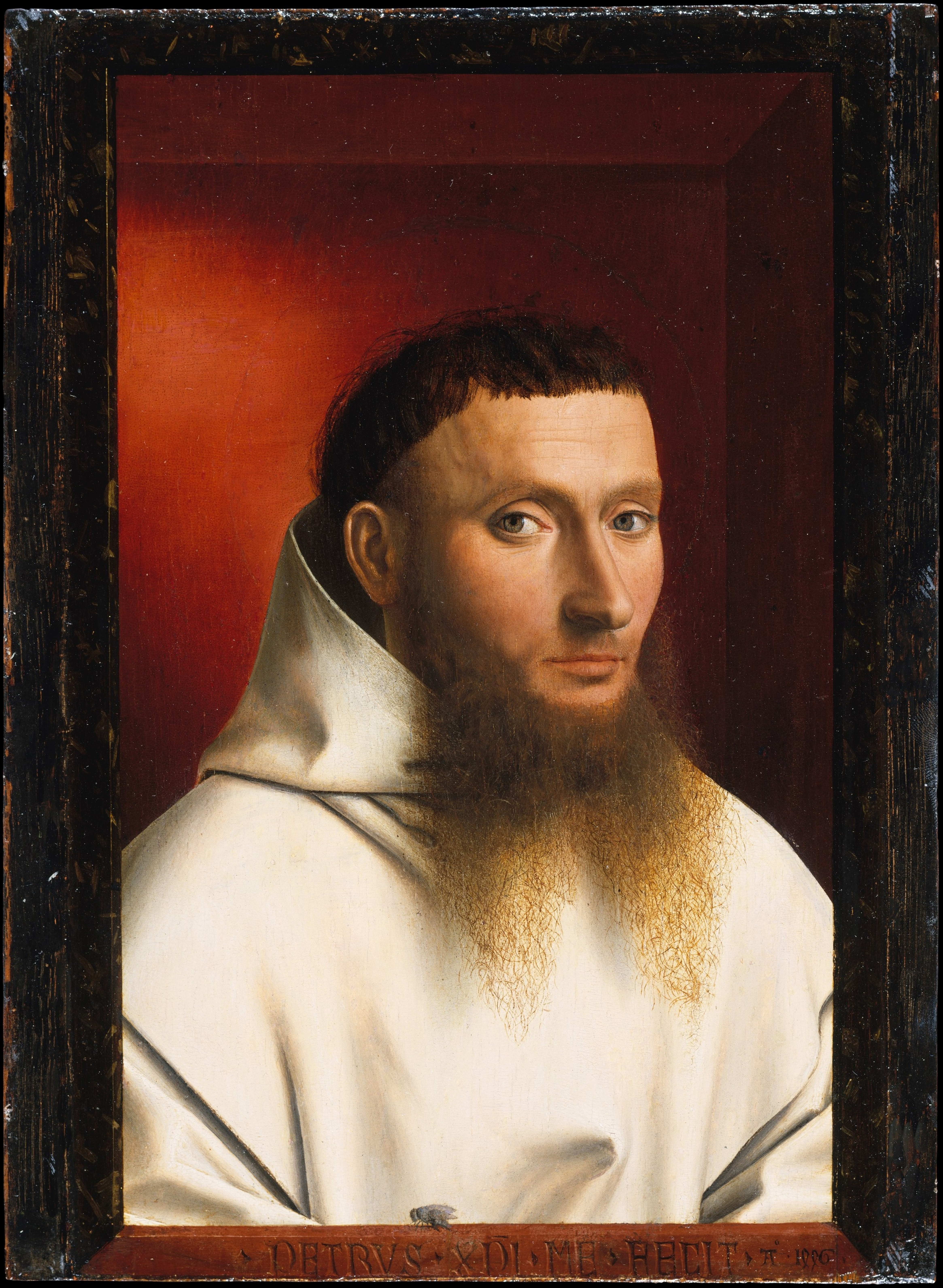
『カルトジオ会修道士の肖像』、1446年、メトロポリタン美術館（ニューヨーク）

ペトルス・クリストゥス （Petrus Christus, 1410年/1420年 - 1475年/1476年）は、1444年からブルッヘで活動した初期フランドル派のオランダの画家。

## 生涯
クリストゥスはバールレ＝ヘルトフ（現在のベルギー・アントウェルペン州の町）で生まれた。長くヤン・ファン・エイクの弟子か後継者とみなされ、彼の絵画は時にはファン・エイクと混同されてきた。1441年にファン・エイクが死に、そのため彼は師匠の画房を引き継いだ。事実、クリストゥスは師匠の死ぬ3年前の1444年にブルッヘ市民権を購入した。彼はファン・エイク画房の活動的な弟子として1441年に加わり、1年と1日のならわしの跡に自動的に市民権を取得することができた。他の言葉では、クリストゥスはブルッヘ派のファン・エイク継承者とみなされたが、彼がファン・エイクの弟子であったためではない。事実、近年の調査でクリストゥスは長らく師の光の偉大さの中でのみ作品を見られてきたことが明らかになり、クリストゥスがディルク・ボウツ、ロベルト・カンピン、ロヒール・ファン・デル・ウェイデンらから影響を受けていることが窺える作品を持つ、独立した画家であることがわかった。
クリストゥスがイタリアを訪れたかどうか未だ定かでなく、彼が画風と偉大な北ヨーロッパ画家の技術的業績を直接アントネロ・ダ・メッシーナやその他イタリア画家へもたらしたか、彼の絵をイタリア人に買われたかが不明である。記録はミラノにピエロ・ダ・ブルッジャ（ブルッヘから来たペトルスという意味であろうか）の存在を証明する。アントネロがミラノを訪問した時期と重なるため、2人の芸術家は出会っていたかも知れない。これは、アントネロの描いた多くの肖像画とクリストゥスの描いた肖像画に顕著な類似性がある原因となった。どのようにイタリア人画家が油彩を学び、どのようにフランドル画家が線上の遠近画法を学んだか、説明する好都合な意味合いともなった。アントネロはジョヴァンニ・ベリーニとともに、同時代のオランダ画家と同様に油彩を使用した最初のイタリア人画家の一人である。そしてクリストゥス作『王冠を被る聖母子と聖フランチェスコ、聖ヒエロムニス』は1457年頃の作品とみられ（第三の数字が判読しづらい）、線上の遠近画法を正確に論証した最初の来たヨーロッパ絵画である。現在メトロポリタン美術館所蔵の『キリストの哀悼』の構図は、パレルモの聖堂内にあるアントニオ・ガジーニによる大理石レリーフに密接に触発されていることから、絵画はイタリア人依頼人のため描かれたと推測される。
後期の作品『若い女の肖像』は、フランドル絵画の傑作に数えられ、オランダ絵画に新たな発達を記した。そこにはもはやあいまいな背景の前に座る者を見せないが、壁の衝立によって特殊な場所にいることが浮かびあがる。クリストゥスは、この配置を1446年の2つの肖像画で既に完成させていた。無名の女性がフランスから来たことを示唆する優雅な衣類をまとい、彼女のかたちを優雅に様式化した中でわずかに非現実味を表して、慎重なオーラと貴族性を放っている。
クリストゥスは1475年か1476年にブルッヘで死んだ。ハンス・メムリンクが彼を継いでブルッヘの次の偉大な画家となった。

## 署名と日付のある作品
クリストゥスは少なくとも署名と日付のある作品を6作描いた。『エドヴァルト・グリムストンの肖像』（1446年）、『カルトジオ会修道士の肖像』（1446年、メトロポリタン美術館蔵）、『店内にいる聖エリジウス』と呼ばれてきた絵（1449年、メトロポリタン美術館・ロバート・レーマン・コレクション蔵）、『子供を世話する聖母』（1449年）、『被昇天、キリスト降誕、最期の審判のある、ベルリンの祭壇画翼』（1452年）、『王冠を被る聖母子と聖ヒエロムニスと聖フランチェスコ』（1457年頃）である。加えて、ブルッヘのフローニンゲ美術館所蔵の衝立（被昇天と生誕を表す）は1452年頃の作といわれるが、疑わしいとされている。

## ギャラリー

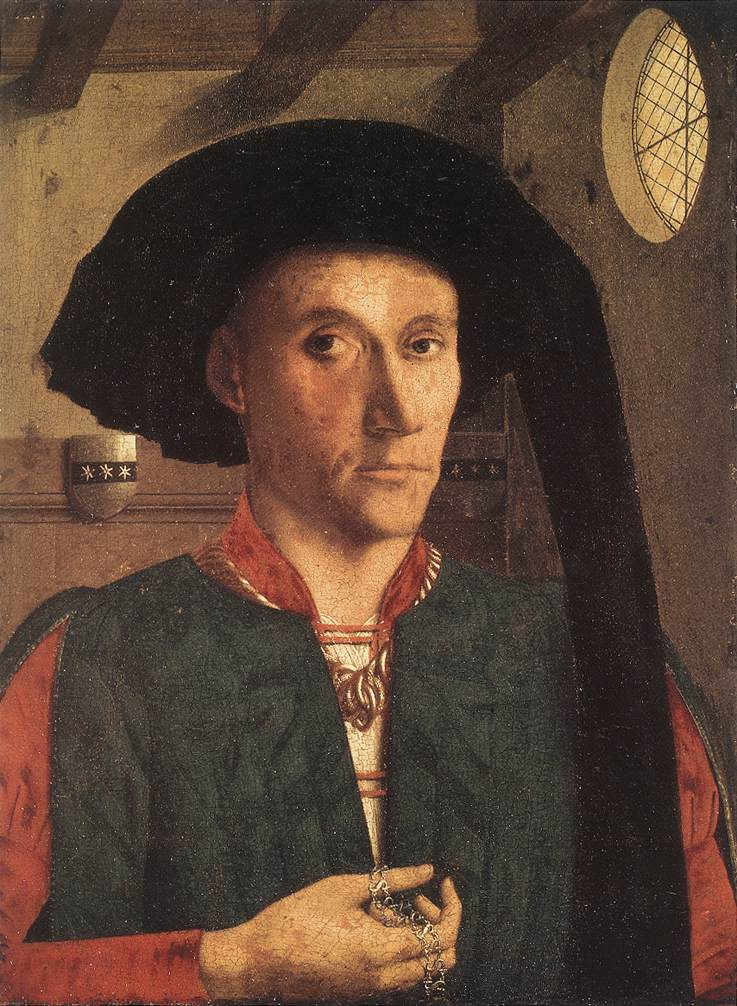
『エドヴァルト・グリムストンの肖像』
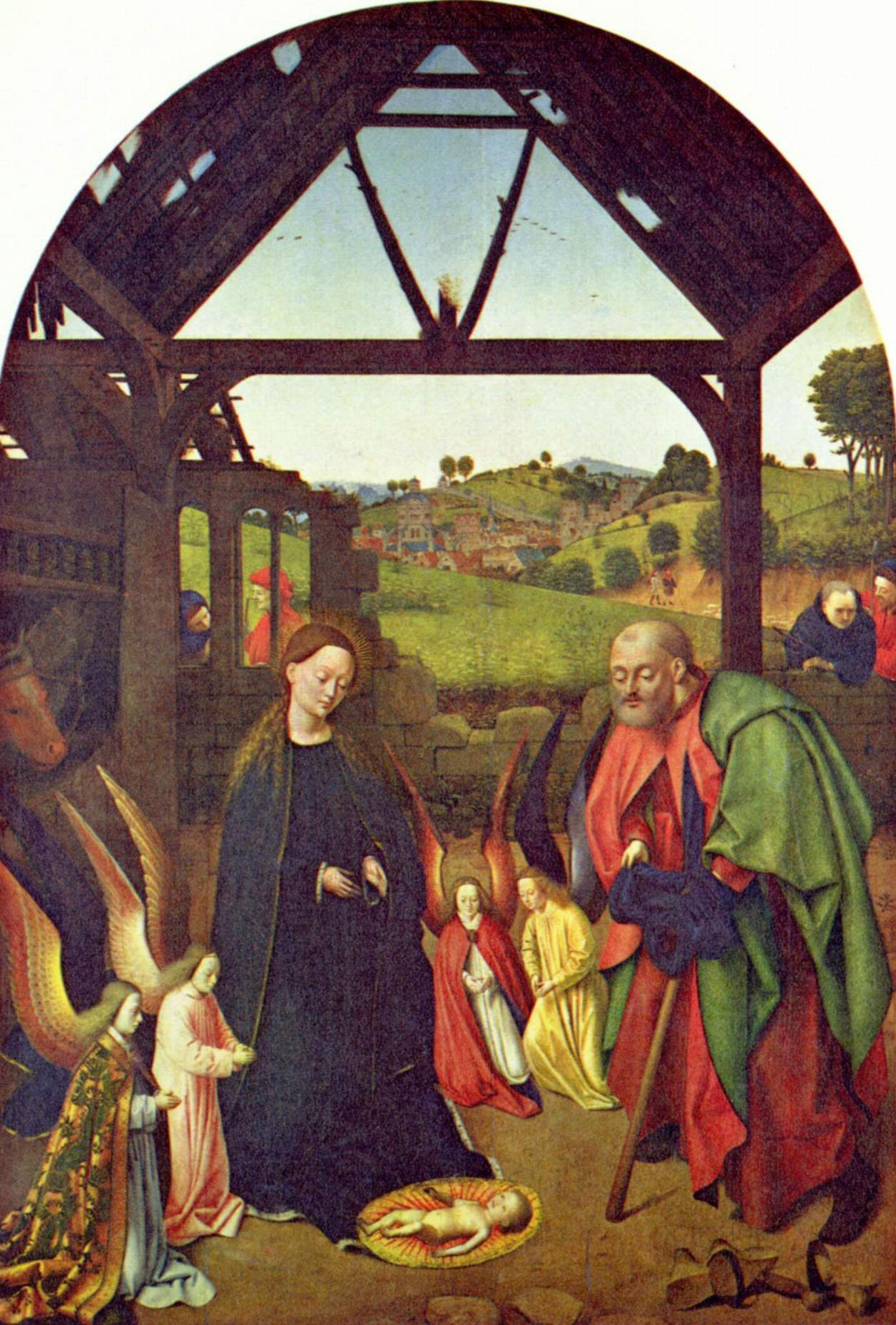
キリストの降誕
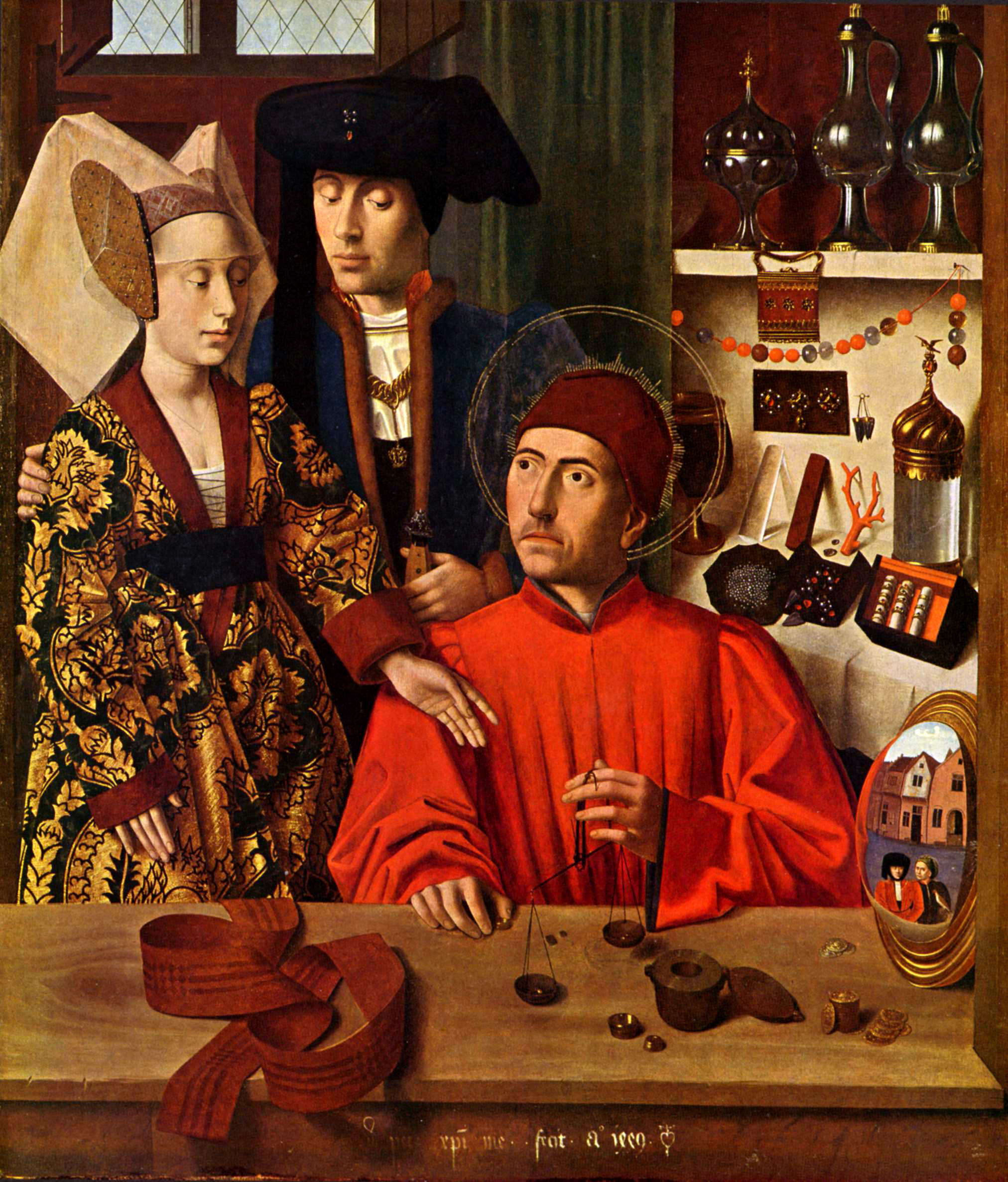
金細工師

## 参照
1. ↑   "The Lamentation". Metmuseum.org. Retrieved 22 March 2007.